# Київська (станція метро, Харків)
«Ки́ївська» — 17-та станція Харківського метрополітену. Розташована на Салтівській лінії між станціями «Ярослава Мудрого» і «Академіка Барабашова». Вихід зі станції розташований на розі вулиць Шевченка і Матюшенка. Відкрита 11 серпня 1984 року.
«Київська» — з одного боку, одна з найкрасивіших станцій Харківського метрополітену, але, з іншого боку, є й найтемнішою станцією метро Харківського метрополітену, це є для неї значний недолік — темнішою до встановлення ламп денного світла була лише станція «Армійська».

## Конструкція
Односклепінна, мілкого закладення з острівною платформою.

## Колійний розвиток
Станція без колійного розвитку.

## Оздоблення
Станція оздоблена оригінальною композицією з арок різного прольоту, що нагадує старовинні міські стіни. Тему історії столиці України — міста Києва розвивають монументально-декоративні композиції з рельєфних фаянсових елементів. Серед них — барельєфи «Софія Київська», «Золоті ворота» та інші.

## Галерея

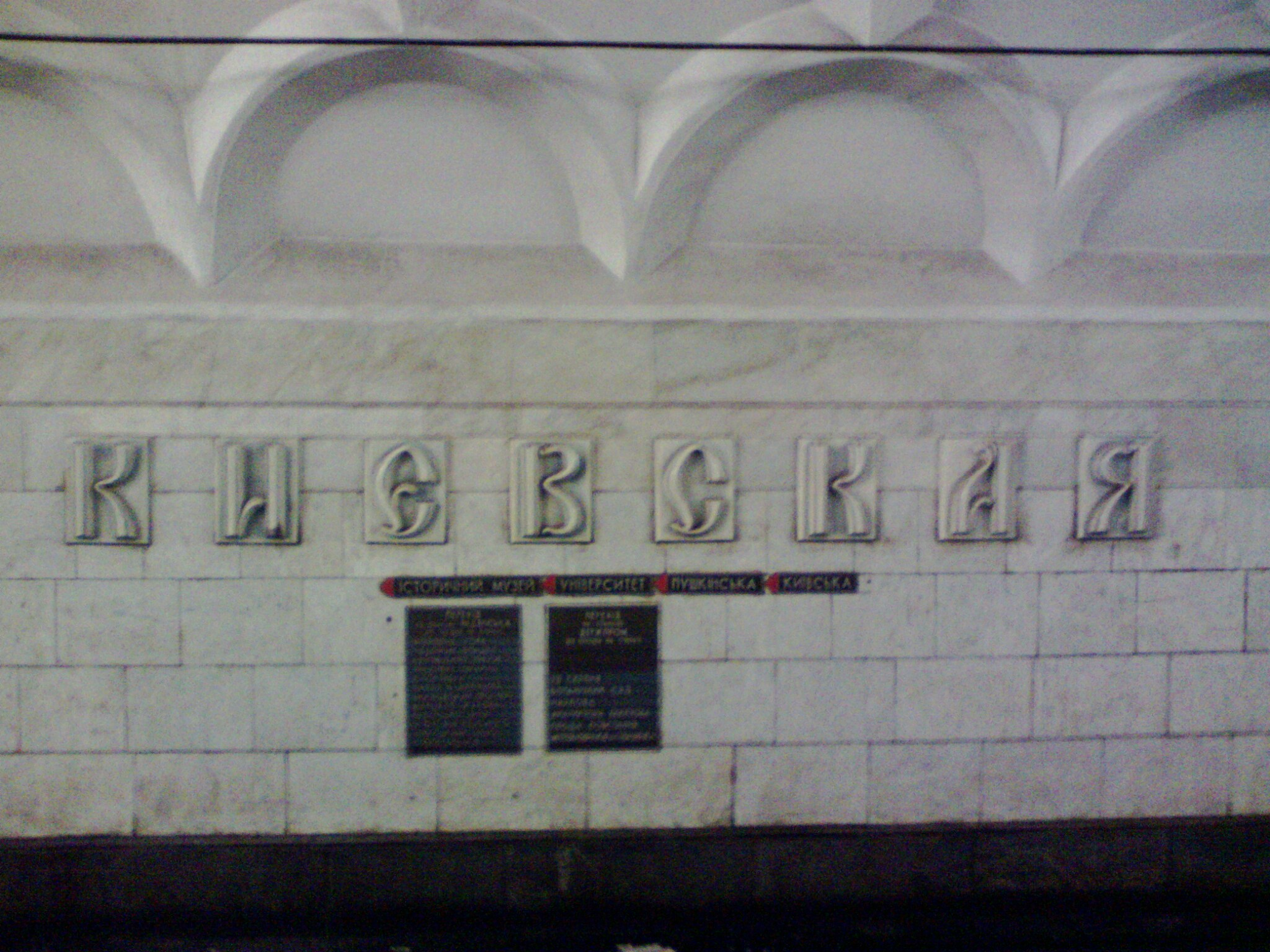
Напис над платформою «Київська», стилізований під давньоруську (замінений упродовж осені-зими 2023-2024 років)
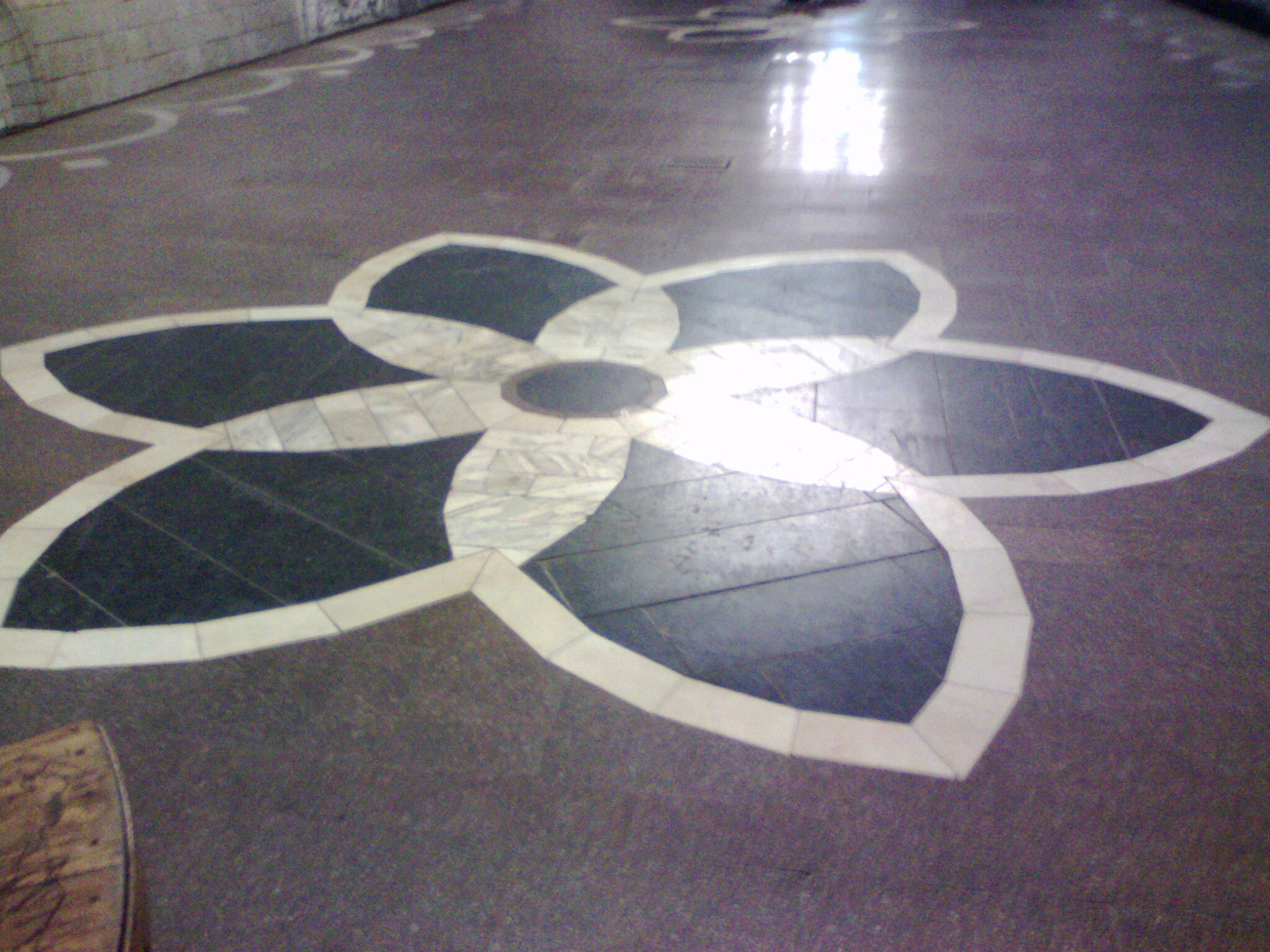
Кам'яна квітка на підлозі станції, вимощена гранітом під квіти
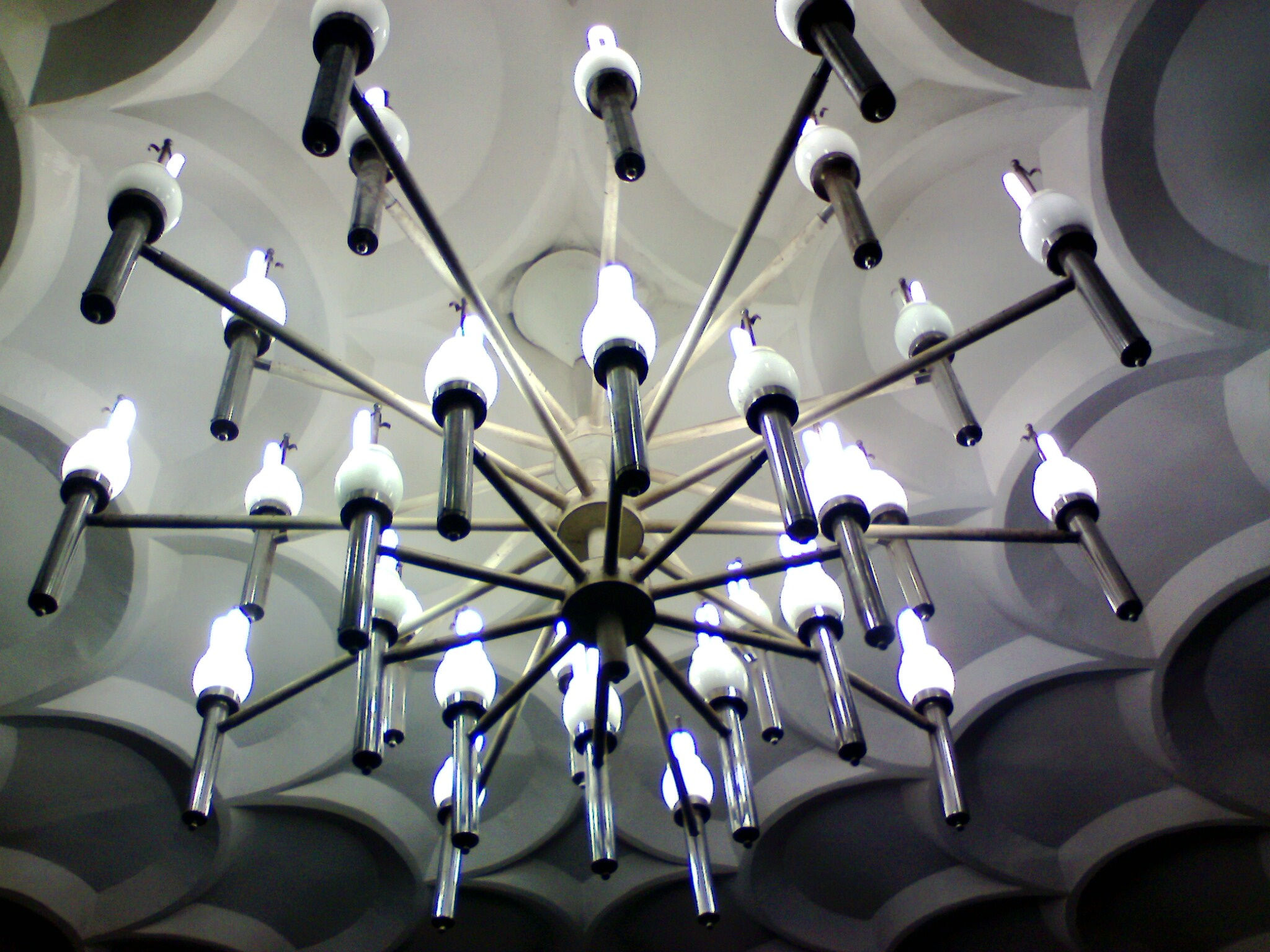
Гігантська люстра станції, одна з найкрасивіших у Харківському метро
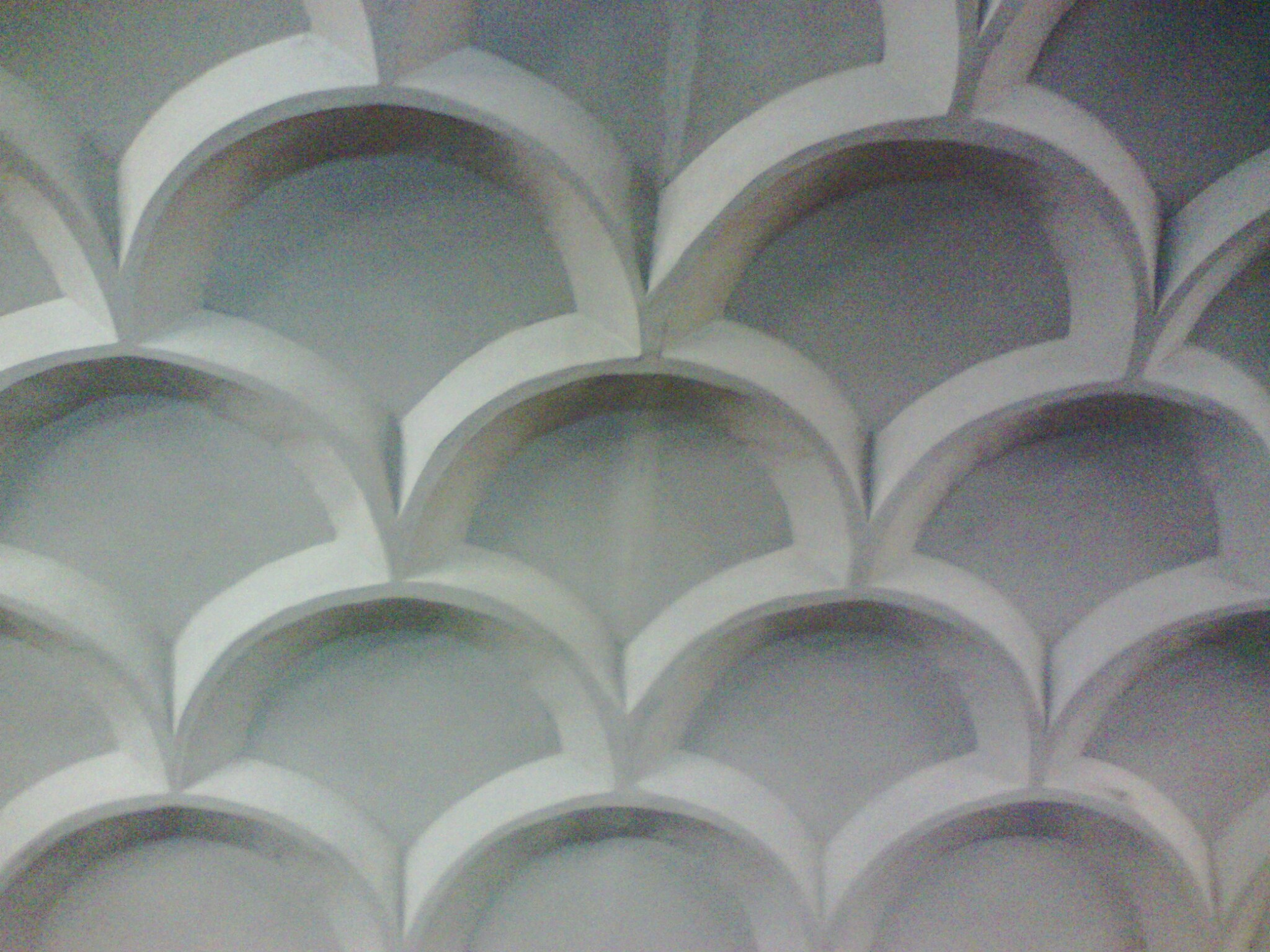
Оформлення стелі станції
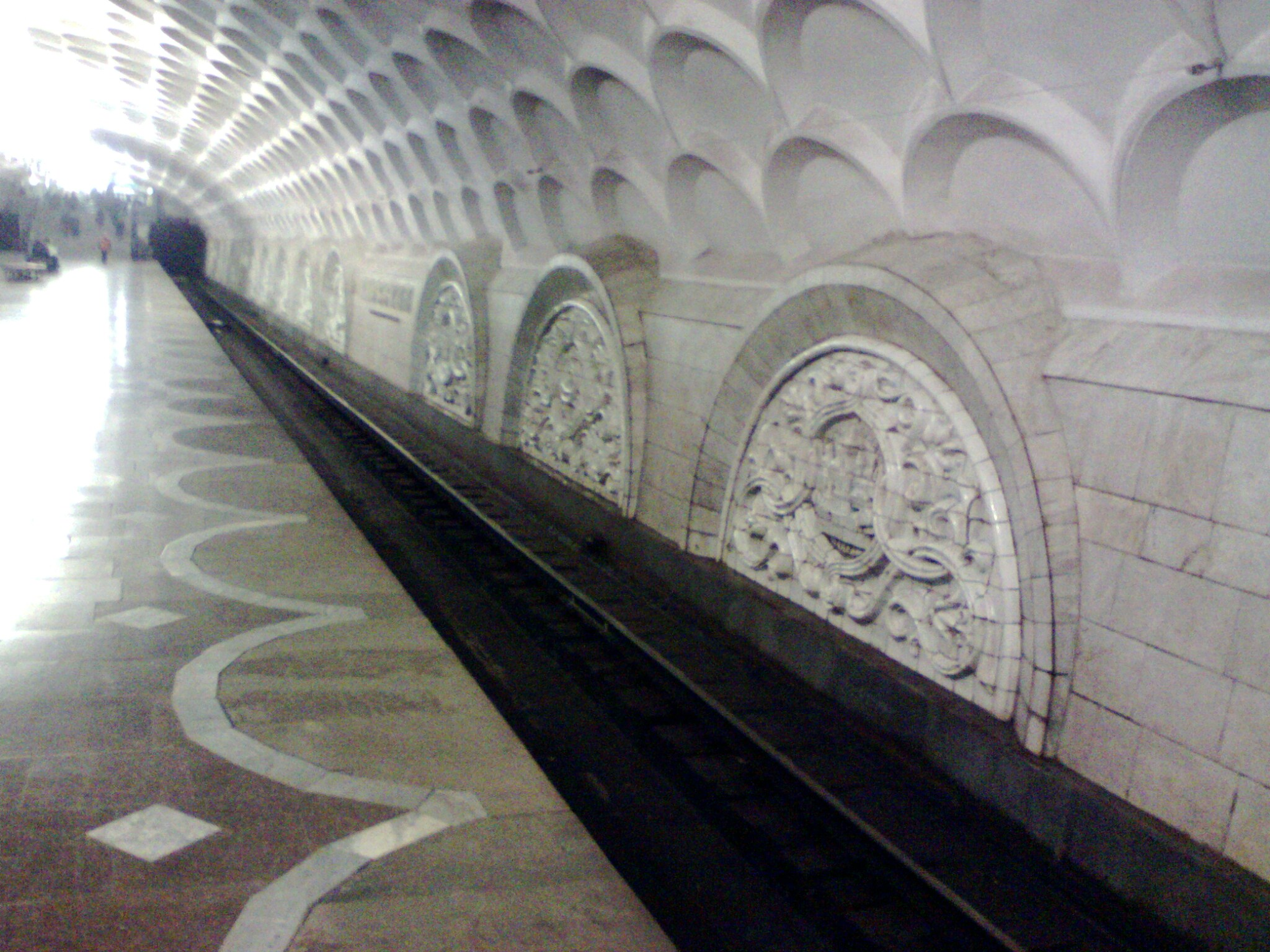
Ряд барельєфів на станції «Київська»
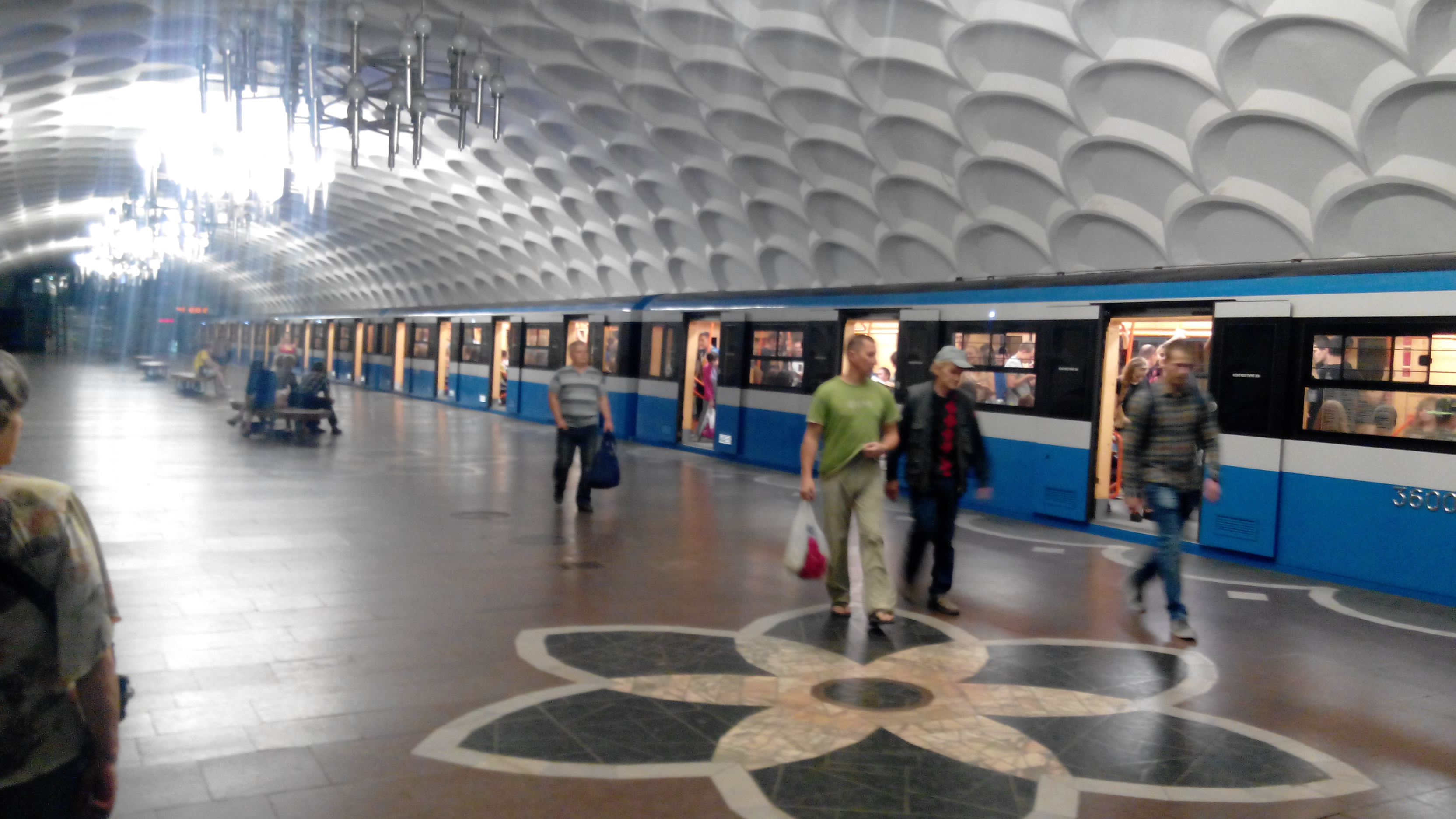
Станція метро «Ки́ївська» Харківського метрополітену

## Цікаво
- Харківська станція метро Київська потрапила до New York Times[3][4].

## Подія
На станції метро «Київська» 28 листопада 2021 року, на 72-му році життя помер диктор Харківського радіо та телебачення Юрій Вірченко, який був голосом автоінформаторів Харківського метрополітену.